# Mistrzostwa Świata w Wioślarstwie 2009 – dwójka podwójna wagi lekkiej mężczyzn
Dwójka podwójna wagi lekkiej mężczyzn (LW2x) – konkurencja rozgrywana podczas Mistrzostw Świata w Wioślarstwie 2009 w Poznaniu między 23 a 30 sierpnia na Torze Regatowym Malta.

## Harmonogram konkurencji
Wszystkie godziny w czasie letnim (UTC+2)
| Godzina                        | Wydarzenie  | Runda         |
| ------------------------------ | ----------- | ------------- |
| Poniedziałek, 24 sierpnia 2009 | 11:30-11:54 | Eliminacje    |
| Środa, 26 sierpnia 2009        | 10:36-10:48 | Repasaże      |
| Piątek, 28 sierpnia 2009       | 14:21-14:37 | Półfinały A/B |
| Piątek, 28 sierpnia 2009       | 10:42-10:48 | Finał C       |
| Sobota, 29 sierpnia 2009       | 16:00-16:06 | Finał B       |
| Niedziela, 30 sierpnia 2009    | 11:48-12:03 | Finał A       |

## Medaliści
| Złoto                                    | Srebro                                   | Brąz                                 |
| Nowa Zelandia · Storm Uru · Peter Taylor | Francja · Jeremie Azou · Frédéric Dufour | Włochy · Marcello Miani · Elia Luini |

## Wyniki

### Eliminacje
Reguła kwalifikacji: 1-2 → PA/B, 3.. → R

#### Eliminacje 1
| Miejsce | Zawodnik                         | Kraj              | Czas    | Uwagi |
| ------- | -------------------------------- | ----------------- | ------- | ----- |
| 1       | Storm Uru Peter Taylor           | Nowa Zelandia     | 7:12,84 | PA/B  |
| 2       | Jeorjos Konsolas Dimitris Mujos  | Grecja            | 7:15,57 | PA/B  |
| 3       | Andrew Polasek James Thompson    | Południowa Afryka | 7:20,18 | R     |
| 4       | Steffen Jensen Henrik Stephansen | Dania             | 7:22,56 | R     |
| 5       | Shane Madden Andrew Quinn        | Stany Zjednoczone | 7:46,50 | R     |

#### Eliminacje 2
| Miejsce | Zawodnik                              | Kraj            | Czas    | Uwagi |
| ------- | ------------------------------------- | --------------- | ------- | ----- |
| 1       | Rob Williams Paul Mattick             | Wielka Brytania | 7:06,42 | PA/B  |
| 2       | Marcello Miani Elia Luini             | Włochy          | 7:11,08 | PA/B  |
| 3       | Nemanja Nešić Miloš Stanojević        | Serbia          | 7:17,62 | R     |
| 4       | Pedro Fraga Nuno Mendes               | Portugalia      | 7:25,81 | R     |
| 5       | Mohsen Shadi Naghadeh Taher Kaboutari | Iran            | 7:39,90 | R     |

#### Eliminacje 3
| Miejsce | Zawodnik                                    | Kraj     | Czas    | Uwagi |
| ------- | ------------------------------------------- | -------- | ------- | ----- |
| 1       | Jeremie Azou Frédéric Dufour                | Francja  | 7:05,92 | PA/B  |
| 2       | Yunior Pérez Aguilera Manuel Suárez Barrios | Kuba     | 7:07,83 | PA/B  |
| 3       | Kumar Anil Mehroliya Manjeet Singh          | Indie    | 7:16,38 | R     |
| 4       | Mariusz Stańczuk Robert Sycz                | Polska   | 7:23,53 | R     |
| 5       | Złatko Karaiwanow Wasil Witanow             | Bułgaria | 7:29,37 | R     |

#### Eliminacje 4
| Miejsce | Zawodnik                         | Kraj     | Czas    | Uwagi |
| ------- | -------------------------------- | -------- | ------- | ----- |
| 1       | Douglas Vandor Cameron Sylvester | Kanada   | 7:06,99 | PA/B  |
| 2       | Christian Hochbruck Lars Hartig  | Niemcy   | 7:10,41 | PA/B  |
| 3       | Matevž Malešič Jure Cvet         | Słowenia | 7:20,62 | R     |
| 4       | Jurij Szczełokow Iwan Kudriawcew | Rosja    | 7:23,38 | R     |

### Repasaże
Reguła kwalifikacji: 1-2 → PA/B, 3... → FC

#### Repasaże 1
| Miejsce | Zawodnik                           | Kraj              | Czas    | Uwagi |
| ------- | ---------------------------------- | ----------------- | ------- | ----- |
| 1       | Pedro Fraga Nuno Mendes            | Portugalia        | 6:26,55 | PA/B  |
| 2       | Andrew Polasek James Thompson      | Południowa Afryka | 6:29,11 | PA/B  |
| 3       | Shane Madden Andrew Quinn          | Stany Zjednoczone | 6:30,63 | FC    |
| 4       | Jurij Szczełokow Iwan Kudriawcew   | Rosja             | 6:34,87 | FC    |
| 5       | Kumar Anil Mehroliya Manjeet Singh | Indie             | 6:40,96 | FC    |

#### Repasaże 2
| Miejsce | Zawodnik                              | Kraj     | Czas    | Uwagi |
| ------- | ------------------------------------- | -------- | ------- | ----- |
| 1       | Steffen Jensen Henrik Stephansen      | Dania    | 6:24,80 | PA/B  |
| 2       | Nemanja Nešić Miloš Stanojević        | Serbia   | 6:25,29 | PA/B  |
| 3       | Mariusz Stańczuk Robert Sycz          | Polska   | 6:29,79 | FC    |
| 4       | Matevž Malešič Jure Cvet              | Słowenia | 6:31,70 | FC    |
| 5       | Złatko Karaiwanow Wasil Witanow       | Bułgaria | 6:37,16 | FC    |
| 6       | Mohsen Shadi Naghadeh Taher Kaboutari | Iran     |         | DNS   |

### Półfinały A/B
Reguła kwalifikacji: 1-3 → FA, 4... → FB

#### Półfinały A/B 1
| Miejsce | Zawodnik                                    | Kraj            | Czas    | Uwagi |
| ------- | ------------------------------------------- | --------------- | ------- | ----- |
| 1       | Storm Uru Peter Taylor                      | Nowa Zelandia   | 6:43,74 | FA    |
| 2       | Christian Hochbruck Lars Hartig             | Niemcy          | 6:45,24 | FA    |
| 3       | Rob Williams Paul Mattick                   | Wielka Brytania | 6:46,97 | FA    |
| 4       | Nemanja Nešić Miloš Stanojević              | Serbia          | 6:50,55 | FB    |
| 5       | Yunior Pérez Aguilera Manuel Suárez Barrios | Kuba            | 6:51,64 | FB    |
| 6       | Pedro Fraga Nuno Mendes                     | Portugalia      | 7:03,81 | FB    |

#### Półfinały A/B 2
| Miejsce | Zawodnik                         | Kraj              | Czas    | Uwagi |
| ------- | -------------------------------- | ----------------- | ------- | ----- |
| 1       | Marcello Miani Elia Luini        | Włochy            | 6:36,18 | FA    |
| 2       | Jeremie Azou Frédéric Dufour     | Francja           | 6:37,04 | FA    |
| 3       | Douglas Vandor Cameron Sylvester | Kanada            | 6:38,20 | FA    |
| 4       | Steffen Jensen Henrik Stephansen | Dania             | 6:43,35 | FB    |
| 5       | Andrew Polasek James Thompson    | Południowa Afryka | 6:53,70 | FB    |
| 6       | Jeorjos Konsolas Dimitris Mujos  | Grecja            | 6:56,11 | FB    |

### Finał C
| Miejsce | Zawodnik                           | Kraj              | Czas    | Uwagi |
| ------- | ---------------------------------- | ----------------- | ------- | ----- |
| 1       | Matevž Malešič Jure Cvet           | Słowenia          | 7:09,80 |       |
| 2       | Złatko Karaiwanow Wasil Witanow    | Bułgaria          | 7:11,88 |       |
| 3       | Shane Madden Andrew Quinn          | Stany Zjednoczone | 7:12,37 |       |
| 4       | Mariusz Stańczuk Robert Sycz       | Polska            | 7:14,84 |       |
| 5       | Jurij Szczełokow Iwan Kudriawcew   | Rosja             | 7:16,57 |       |
| 6       | Kumar Anil Mehroliya Manjeet Singh | Indie             | 7:21,23 |       |

### Finał B
| Miejsce | Zawodnik                                    | Kraj              | Czas    | Uwagi |
| ------- | ------------------------------------------- | ----------------- | ------- | ----- |
| 1       | Jeorjos Konsolas Dimitris Mujos             | Grecja            | 6:18,67 |       |
| 2       | Steffen Jensen Henrik Stephansen            | Dania             | 6:19,96 |       |
| 3       | Nemanja Nešić Miloš Stanojević              | Serbia            | 6:20,23 |       |
| 4       | Pedro Fraga Nuno Mendes                     | Portugalia        | 6:24,16 |       |
| 5       | Yunior Pérez Aguilera Manuel Suárez Barrios | Kuba              | 6:25,66 |       |
| 6       | Andrew Polasek James Thompson               | Południowa Afryka | 6:33,21 |       |

### Finał A
| Miejsce | Zawodnik                         | Kraj            | Czas    | Uwagi |
| ------- | -------------------------------- | --------------- | ------- | ----- |
|         | Storm Uru Peter Taylor           | Nowa Zelandia   | 6:10,62 |       |
|         | Jeremie Azou Frédéric Dufour     | Francja         | 6:12,57 |       |
|         | Marcello Miani Elia Luini        | Włochy          | 6:15,08 |       |
| 4       | Christian Hochbruck Lars Hartig  | Niemcy          | 6:20,29 |       |
| 5       | Douglas Vandor Cameron Sylvester | Kanada          | 6:23,08 |       |
| 6       | Rob Williams Paul Mattick        | Wielka Brytania | 6:23,95 |       |